# Ikwerrék
Az ikwerrék vagy ikwerék Délkelet-Nigéria egyik etnikai csoportja, akik a Niger folyó deltavidékén élnek. Többnyire az igbók egy alcsoportjának tekintik őket. Az ikwerrék alkotják Nigéria Rivers tagállamának többségét. Saját nyelvüket, az ikwerrét beszélik, ami az igbó nyelv egy nyelvjárása.
Rivers államban megközelítőleg másfél millió ikwerre él, elsősorban az állam négy helyi közigazgatási egységében, Emohuában, Ikwerrében, Obio-Akporban és Port Harcourtban.

## Fordítás
- Ez a szócikk részben vagy egészben  az   Ikwerre people című angol Wikipédia-szócikk ezen változatának fordításán alapul.  Az eredeti cikk szerkesztőit annak laptörténete sorolja fel. Ez a jelzés csupán a megfogalmazás eredetét és a szerzői jogokat jelzi, nem szolgál a cikkben szereplő információk forrásmegjelöléseként.